# Belagerung von Ljachawitschy
1. Phase: Schwedische Dominanz (1700–1709)
Dänischer Kriegsschauplatz (1700)
Humlebæk • Tönning I 
Livländ./ Estnischer Kriegsschauplatz (1700–1708)
Riga I • Jungfernhof • Varja • Pühhajoggi • Narva • Petschora • Düna • Rauge • Erastfer • Hummelshof • Embach • Tartu • Narva II • Wesenberg I • Wesenberg II
Ingermanländ./ Finnischer Kriegsschauplatz (ab 1701)
Archangelsk • Ladogasee • Nöteborg • Nyenschanz • Newa • Systerbäck • Petersburg • Wyborg I • Porvoo • Newa II • Koporje II • Kolkanpää
Litauisch-weißrussischer Kriegsschauplatz (1702–1706)
Vilnius • Saladen • Jakobstadt • Gemauerthof • Mitau • Grodno I • Olkieniki • Njaswisch • Klezk • Ljachawitschy
Polnischer Kriegsschauplatz (1702–1706)
Klissow • Pułtusk • Thorn • Lemberg • Warschau • Posen • Punitz • Tillendorf • Rakowitz • Praga • Fraustadt • Kalisch 
Russischer Kriegsschauplatz (1708–1709)
Grodno II • Golowtschin • Moljatitschi • Rajowka • Lesnaja • Desna • Baturyn • Koniecpol • Weprik • Opischnja • Krasnokutsk • Sokolki • Poltawa I • Poltawa II
2. Phase: Schweden in der Defensive (1710–1721)
Baltischer und Finnischer Kriegsschauplatz (bis 1714)
Riga II • Wyborg II • Pernau • Kexholm • Reval • Hogland • Pälkäne • Storkyro • Nyslott • Hanko 
Schwed./Norwegischer Kriegsschauplatz (1710–1721)
Helsingborg • Køge-Bucht • Bottnischer Meerbusen • Frederikshald I • Dynekilen-Fjord • Göteborg I • Strömstad • Trondheim • Frederikshald II • Marstrand • Ösel • Göteborg II • Södra Stäket • Grönham • Sundsvall
Norddeutscher Kriegsschauplatz (1711–1716)
Elbing • Wismar I • Lübow • Stralsund I • Greifswalder Bodden I • Stade • Rügen • Gadebusch • Altona • Tönning II • Stettin • Fehmarn • Wismar II • Stralsund II • Jasmund • Peenemünde • Greifswalder Bodden II • Stresow 
Die Belagerung von Lachowicze war eine militärische Intervention im Großen Nordischen Krieg. Sie begann Mitte März 1706 und endete mit der bedingungslosen Kapitulation der verbündeten Truppen unter dem Oberbefehl des Kosaken Mirowitsch am 2. Mai 1706.

## Im Vorfeld
| \| Belagerung von Ljachawitschy \| |
| Lage des Schlachtfeldes            |
| Belagerung von Ljachawitschy       |

Der schwedische König Karl XII. ging in seinem Polenfeldzug gegen den gewählten polnischen König August II. vor. Er versuchte alles was in seiner Macht war, um den August II. als König abzusetzen und ihn durch den schwedentreuen Stanislaus I. Leszczyński zu ersetzen. Nach der Schlacht bei Fraustadt, in der die russisch-sächsische Armee vernichtend geschlagen wurde, teilte August II. seine Armee und schickte den einen Teil nach Grodno und marschierte mit dem anderen Teil nach Krakau. Nachdem die Nachricht von der Niederlage bei Fraustadt in Grodno eingetroffen war, beschloss der russische Kommandeur Olgivy mit den verbliebenen 10.000 kampffähigen Männern einen Ausbruch nach Kiew. Sie entkamen den schwedischen Verfolgern und konnten sich über die Grenze retten.
Nach dem Gewinn im Gefecht in Njaswisch marschierten die schwedischen Truppen unter dem Kommando von Oberstleutnant Johan Reinhold von Trautvetter weiter Richtung Südwesten. In der Stadt Lachowicze, vier Meilen von Njaswisch entfernt, trafen sie auf Kosaken. Diese verschanzten sich in der Festung Lachowicze.

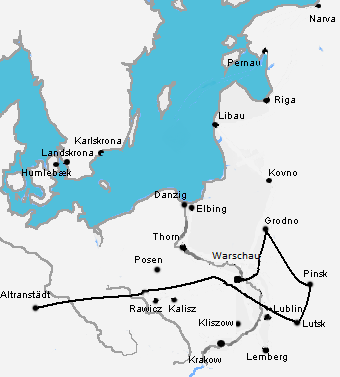
Feldzug Karls XII. Ende 1705 bis Ende 1706

## Die Belagerung
Den schwedischen Truppen mangelte es an Artillerie, sodass sie die Festung Mitte März nur umschlossen und hofften, dass sich deren Besatzung wegen des Ausbleibens von Lebensmittellieferungen ergeben würde.
Ende März erreichte der schwedische Oberst Carl Gustaf Creutz, mit seinen 1500 Mann sowie einigen polnisch-litauischen Truppen unter dem Kommando von Christopher Urbanowicz Cyprian, die Belagerer. Creutz hatte auch vier eiserne Stücke (Kanonen) mitgebracht. Diese wurden auf die Festung gerichtet und begannen mit einem leichten Artilleriefeuer in Richtung Festung.
Die Besatzung der Festung litt schnell unter der Belagerung. Die Kosaken begannen ihre Pferde zu töten und zu essen. Bei einem Ausbruchsversuch gelang es einigen Kosaken bis in ihre Heimat zu gelangen.

## Die Unterstützung
Der kosakische Hetman Iwan Masepa schickte seinem engen Freund, dem Oberst Mirowitsch 4700 Mann unter dem Oberbefehl von Danylo Apostol. Diese wurden aber durch das energische Vorgehen des schwedischen Oberst Creutz in der Schlacht bei Klezk vernichtend geschlagen. Der kosakische Oberbefehlshaber starb in dieser Schlacht.

## Das Ende der Belagerung
Als der schwedische Oberst mit seinen Truppen von der Schlacht bei Klezk zurückkehrte und die Belagerten sahen, dass die Schweden 70 gefangene kosakische Reiter und vier Kanonen mit sich führten, bat der Kommandant Mirowitsch den Oberst um Kapitulationsverhandlungen. Als auch die vier erbeuteten Kanonen auf die Festung gerichtet waren und der schwedische Oberst das Kapitulationsersuchen abgelehnt hatte, ergaben sich die Kosaken bedingungslos. Die 1361 Mann starke Besatzung ging am 2. Mai in Kriegsgefangenschaft. Außerdem wurden neun Kanonen und neun Banner und Fahnen erbeutet.

## Die Folgen
Drei Tage nach der Eroberung besichtigte der schwedische König Karl XII. die Festung und befahl, sie komplett zu zerstören.